# Созанов, Валерий Гаврилович
Созанов Валерий Гаврилович (осет. Созанаты Габылайы фырт Валери) — советский и российский деятель образования и науки, доктор технических наук, кандидат физико-математических наук, профессор.

## Биография
Родился в селении Дарг-Кох Кировского района Северной Осетии в семье учителей.
После окончания средней школы в с. Дарг-Кох, поступил в Северо-Осетинский государственный университет на математический факультет, который окончил в 1974 году. Под руководством профессора А. Х. Гудиева в 1979 году в Московском государственном университете имени М. В. Ломоносова защитил кандидатскую диссертацию. С этого времени до 1985 года он работал преподавателем кафедры функционального анализа и дифференциальных уравнений. В 1985 году назначен на должность декана математического факультета СОГУ.
С 1990 по 2007 год работал проректором по научной работе СОГУ. С 1994 по 1998 являлся заведующим кафедры функционального анализа и дифференциальных уравнений СОГУ. В 1997 году защитил докторскую диссертацию на тему «Динамические задачи лавинообразных потоков и их решение методами теоретической гидравлики». В 2007 году указом главы республики назначен министром образования и науки Северной Осетии. С июля 2011 года по июль 2016 года являлся ректором СОГУ.
Являлся депутатом Парламента Республики Северная Осетия — Алания третьего созыва и членом Президиума Владикавказского научного центра РАН.

## Звания и награды
- Заслуженный деятель науки республики Северная Осетия — Алания;
- Почетный работник высшего профессионального образования Российской Федерации;
- Орден Дружбы;
- Медаль «100 лет Профсоюзам России»;
- Медаль «За отличие в ликвидации ЧС»;
- Благодарность Министерства образования и науки Российской Федерации.